# Boeing KC-97 Stratofreighter
Boeing KC-97 Stratofreighter je bil ameriški leteči tanker, ki so ga zasnovali na podlagi transportnega Boeing C-97 Stratofreighter - slednji sam izhaja iz bombnika Boeing B-29 Superfortress. Zgradili so 811 letal KC-97, kar je najverjetneje rekord za leteči tanker. Kasneje ga je nasledil reaktivni Boeing KC-135 Stratotanker.

## Specifikacije (KC-97L)
Podatki iz USAF Museum and FAS.
Splošne karakteristike
- Posadka: 6 (komandir, copilot, navigator, inženir leta, radio operater, operater sistema za prečrpavanje)
- Število sedežev: 34 000 L goriva
- Dolžina: 117 ft 5 in (m)
- Razpon kril: 141 ft 2 in (m)
- Višina: 38 ft 4 in (m)
- Površina kril: ft² (m²)
- Teža praznega letala: 82500 lb (kg)
- Naložena teža: 153000 lb (kg)
- Maks. vzletna teža: 175000 lb (kg)
- Pogon letala:
  - 2 × General Electric J47-GE-23 turboreaktivna motorja, 5790 lbf (kN)  vsak
  - 4 × Pratt & Whitney R-4360-59 zvezdasti motorji, 3500 KM (kW)   vsak

 Zmogljivost 
- Maks. hitrost: 400 mph (644 km/h)
- Potovalna hitrost: 230 mph (370 km/h)
- Doseg: 2300 milj (3700 km)
- Višina leta: 30000 ft (m)
- Hitrost vzpenjanja: ft/min (m/s)
- Obremenitev kril: lb/ft² (kg/m²)